# توماس سانكارا
توماس إيزيدور نويل سَنكارا (بالفرنسية: Thomas Isidore Noël Sankara) (21 ديسمبر 1949-15 أكتوبر 1987) كان رائدًا في الجيش البوركيني ومناضلًا وقائدًا ثوريًّا شيوعيًّا ورئيس جمهورية بوركينا فاسو من عام 1983 إلى عام 1987 ينظر إليه على أنه شخصية ثورية كاريزمية ويلقب بـ(تشي جيفارا إفريقيا) سَنكارا استولى على السلطة في انقلاب لقي تأييدا شعبياً عام 1983 كان هدفه يتمثل في القضاء على الفساد وهيمنة القوة الفرنسية المستعمِرة، لدى وصولة للسلطة عمل على تحقيق برامج اقتصادية طموحة وركز على التغيير الاجتماعي والاعتماد على الذات، قام بإعادة تسمية البلاد من فولتا العليا إلى بوركينا فاسو (أرض الرجال النزهاء). سياسته الخارجية كانت تتمحور حول مناهضة الامبريالية مع تجنب المساعدات الخارجية وتجنب سلطة ونفوذ صندوق النقد الدولي أما سياسته الداخلية تركزت على منع المجاعة مع الاكتفاء الذاتي الزراعي وإصلاح الأراضي، وإعطاء الأولوية للتعليم بحملة لمحو الأمية في جميع أنحاء البلاد، وتعزيز الصحة العامة عن طريق تطعيم 2.5 مليون طفل ضد التهاب السحايا، والحمى الصفراء والحصبة، إضافة إلى برنامج غرس 10 ملايين شجرة من أجل إيقاف التصحر والذي يعد الأول من نوعة في تاريخ إفريقيا، فضلاً عن الاكتفاء الذاتي حيث أصبحت بوركينا فاسو أول دولة في تاريخ إفريقيا مكتفية ذاتياً مع وجود فائض في الإنتاج إضافة إلى تشييد مئات الكيلومترات من الطرق والسكك الحديدية من أجل ربط سكان الريف مع المدن، وإنشاء مئات القرى مع مستوصف ومدرسة لكل قرية إضافة إلى التزامه بحقوق المرأة حيث يُعد الرئيس الأول في تاريخ إفريقيا الذي منع ختان الاناث وزواج القاصرات وتعدد الزوجات وقام بتعيين نساء في المناصب الحكومية العليا، وقد تأثّر سَنكارا إلى حد بعيد بتشي جيفارا وبالثورة الكوبية حيث قام بإنشاء محاكم ثورية على غِرار تلك الموجودة في كوبا لمحاكمة الفاسدين ومُبذري المال العام، برامجه الثورية للاعتماد على الذات جعلت منه رمزاً لفقراء إفريقيا، لكن في نفس الوقت كان هناك نفور من سياساته بالنسبة لزعماء الأسر الذين فقدوا امتيازاتهم القديمة والذين كانوا اليد العليا في إفريقيا إضافة إلى وقوف زعماء الدول الإفريقية ضده خوفاً من انتشار أفكاره الثورية التي تهدد مصالحهم إلى بقية الدول الإفريقية فتحالفو مع فرنسا التي سئمت من سنكارا بسبب شعاراته المناهضة للامبريالية، وخطّطوا للإطاحة به عن طريق كومباوري صديق سنكارا ورفيقه الذي خانه وتعاون مع المخابرات الفرنسية حيث قام بانقلاب على سَنكارا وقتله عام 1987 وقبل وفاته بأسبوع قال سنكارا (يمكن قتل الثوار لكن أفكارهم لا تقتل).
أطلق على توماس سَنكارا لقب «تشي غيفارا الإفريقي»، وقاد ثورة في فولتا العليا السابقة، وأعاد تسميتها إلى بوركينا فاسو.

## النشأة
ولد توماس سَنكارا في ياكو عام 1949 لأسرة كاثوليكية متدينة، كان والده جوزيف سَنكارا قد حارب في صفوف الجيش الفرنسي أثناء الحرب العالمية الثانية واحتُجز على أيدي النازيين الألمان، كانت أسرته تأمل في أن يصبح توماس سَنكارا قساً كاثوليكياً لكنه قرر أن يحذو حذو والده فانضم إلى المدرسة الإعدادية العسكرية.

## الوظيفة العسكرية
بعد التدريب العسكري الأساسي في المدرسة الثانوية في عام 1966، سَنكارا بدأ حياته العسكرية في سن 19، وفي وقت لاحق أرسل إلى مدغشقر لتدريب الضباط حيث شهد انتفاضات شعبية في عامي 1971 و1972. وهناك تعرف على الشيوعية وبدأ يقرأ مؤلفات ماركس ولينين، كان للأفكار الشيوعية تأثيراً حاسماً في آراء سنكارا السياسية عاد إلى فولتا العليا في عام 1972، وفي عام 1974 كان قد خاض الحرب في الحدود بين مالي وفولتا العليا. وتم تكريمة لشجاعتة وللانتصارا التي حققها لكنه انسحب من الحرب بسبب تنامي الوعي الثوري لديه حيث رأى أن الحرب غير مجدية وغير عادلة وفي عام 1976 أصبح قائد مركز تدريب القوات الخاصة وهناك تعرّف على رفيق دربة كومباوري وشكّل معه تنظيم سرّي مكوّن من الضباط الشيوعيين وهم زونغو، جان لينجاني بوكاري، كومباوري وسَنكارا، قام هولاء الضباط بالقيام بانقلاب عام 1981 شكل على إثره حكومة عسكرية نال سنكارا فيها منصب وزير الإعلام ورفض الامتيازات الحكومية المقدمة له وكان يحضر الاجتماعات على متن دراجة هوائية، سرعان ما تغير موقف سنكارا عندما رأى أن الحكومة الجديدة فاسدة ووقف ضدها وبسبب معارضته تم تجريدة من منصبه ووضع تحت الإقامة الجبرية حتى قيام كومباوري بانقلاب عسكري عام 1983 حيث تم إطلاق سراح سنكارا واختير ليكون الرئيس

## الرئاسة
| توماس سانكارا | إن ثورتنا في بوركينا فاسو مستمدة من مجمل الخبرات منذ النفس الأول للإنسانية، نحن نتمنى أن نكون ورثة لجميع ثورات العالم لجميع نضالات التحرر في العالم الثالث، لقد استخلصنا الدروس من الثورة الأمريكية وعلمتنا الثورة الفرنسية حقوق الإنسان أما ثورة أكتوبر الروسية العظمى علمتنا صنع النصر للبروليتاريا وجعلت من الممكن تحقيق أحلام كومونة باريس العادلة. _ توماس سنكارا | توماس سانكارا |

سنكارا رأى نفسة كثوري واستمد تجربته من الثورة الكوبية والشخصيات الثورية مثل جيفارا كاسترو وجيري رولينغز وكانت سياسته موجهة لمكافحة الفساد وتجنب المجاعة وجعل التعليم والصحة من أولوياته، وفي الذكرى السنوية الأولى للثورة عام 1984 أعطى اسم جديد للبلاد وهو بوركينا فاسو (أرض الرجال النزهاء) كما غَيّر العلم وكتب نشيد وطني جديد

### الاكتفاء الذاتي
بعد أن تولى سنكارا الرئاسة صادر أراضي الإقطاعيين وزعماء القبائل ووزّعها على الفلاحين وألغى الضرائب الثقيلة التي تثقل كاهل الفلاح مما رفع المستوى المعيشي للفلاحين وخلق الحالة المُثلى للمساواة في بوركينا وفي غضون أربع سنوات فقط تضاعف إنتاج القمح والقطن من 1700 كيلو غرام للهكتار الواحد إلى 3900 كيلو غرام للهكتار، هذا يعني أن سنكارا لم يكتفي بجعل بلاده مكتفية ذاتياً بل تعاني من فائض في الغذاء وهو ما يُعتبر معجزة في دولة إفريقية فقيرة مثل بوركينا فاسو، كذلك نصح سنكارا المواطنين بضرورة الاعتماد على النفس وحظر إستيراد العديد من المواد إلى بوركينا فاسو وشجّع على نمو الصناعات المحلية ولم يمر على حديثه الكثير حتى أصبح البوركينيون يرتدون قطنا وطنيا 100%، قطن جرى نسجه وتفصيله في بوركينا فاسو لقد كانت المرة الأولى في تاريخ إفريقيا عندما أصبح المواطنون الأفارقة يرتدون الملابس المحلية بدلاً من الملابس الأجنبية المستوردة

### الرعاية الصحية والبنية التحتية
كانت الرعاية الصحية من أولويات سنكارا حيث بدأ بحملة للتطعيم ضد مختلف الأمراض وفي أسبوع واحد تم تطعيم 2.5 مليون بوركيني فضلاً عن توفير الرعاية الصحية المجانية للمواطنين مما ترتّب عليه انخفاض معدل الوفيات من (280) من كل (1000) طفل إلى (145) من كل (1000) طفل وغيرها من الإنجازات على الصعيد الطبي والصحي التي جعلت منظمة الصحة العالمية ترسل رسالة تهنئة إلى سنكارا كما تم افتتاح مشاريع واسعة النطاق في مجال الإسكان والبنية التحتية وإنشاء العديد من مصانع الطوب والإسمنت من أجل بناء المنازل ووضع حد للأحياء الفقيرة فضلاً عن زرع 10 ملايين شجرة لمكافحة التصحر وبناء 7 آلاف قرية مع إنشاء 700 كيلومتر من السكك الحديدية، هذة البرامج كانت تهدف إلى إثبات أن البلدان الإفريقية يمكن أن تكون مزدهرة دون مساعدات خارجية أو معونات فضلاً عن ارتفاع نسبة المتعلمين في البلاد من 50% إلى 90%.

### المحاكم الثورية الشعبية
بعد وقت قصير من بلوغ السلطة سَنكارا شيّد نظاما للمحاكم المعروفة باسم «المحاكم الثورية الشعبية» المحاكم تم إنشاؤها لمحاكمة مسؤولين حكوميين سابقين متهمين بالسرقة والفساد أو الإشراف على محاكمات أعداء الثورة.

### منظمة الوحدة الإفريقية
في عام 1987 وأثناء اجتماع القادة الأفارقة تحت رعاية منظمة الوحدة الإفريقية، حاول توماس سنكارا إقناع أقرانه بأن يديروا ظهرهم لديون الدول الغربية ووفقا لحديثه أنه قال ( إن الدين يدار بشكل بارع لإستعادة إفريقيا .. إنه إسترداد يحيل كل واحد منّا إلى عبد اقتصادي .. إن سياسات الفائدة والمساعدات قد انتهت بنا إلى تشويشنا وإخضاعنا وسلبنا الشعور بالمسئولية تجاه شؤوننا الاقتصادية والسياسية والثقافية. لقد اخترنا أن نخاطر بأن نمضي في مسارات جديدة لتحقيق رفاهية أفضل ). في المقابل كان سنكارا يتحدث عن (الأبارثايد) مخبرا (جاك شيراك) أثناء زيارته لبوركينا فاسو أنه من الخطأ أن يدعم حكومة (الأبارثايد) وأن عليه أن يكون مستعدا لتحمل عواقب ذلك. إن سياسات سنكارا ومواقفه المضادة للإمبريالية جعلت منه عدوا لفرنسا وهو الذي نطق بالحقيقة دون خوف ودفع حياته ثمنا لذلك

### حقوق المرأة
| توماس سانكارا | ان الثورة وتحرر المرأة يسيران معاً. نحن لا نتحدث عن تحرر المرأة كعمل من الأعمال الخيرية أو بسبب موجه من التعاطف الإنساني. بل إن حقوق المرأة هي ضرورة أساسية من أجل انتصار الثورة، إن النساء نصف السماء. _ توماس سنكارا | توماس سانكارا |

تحسين وضع المرأة كان من الأهداف الرئيسية لسنكارا وقد شملت حكومته العديد من النساء في المناصب الحكومية، فضلاً عن اتخاذ إجراءات فعّالة ضد ختان الاناث والزواج القسري وإعطاء الحرية للمرأة في كل المجالات الوظيفية حتى في الجيش وقد قام بتشريع قانون ينص على معاقبة الأزواج اللذين لا يساعدون زوجاتهم في الأعمال اليومية، كما شدّد سنكارا على تمكين النساء من أداء دورهن وسيّر حملات من أجل كرامة النساء في مجتمع أبوي تقليدي. لقد وظّف سنكارا النساء في العديد من الوظائف الحكومية وأعلن يوما للتضامن مع ربات المنازل بجعل أزواجهن يؤدون ذات أدوارهن لمدة (24) ساعة. كذلك شجع سنكارا البوركينيين على أن يكونوا سليمي اللياقة البدنية وقد كان يشاهد وهو يمارس رياضة الركض بشكل منتظم في شوارع واغادوغو. وبذلك كان أول رئيس في تاريخ افريقيا يعطي المرأة حقوقها الكاملة.

## الحرب المالية البوركينية
في عام 1985 نظمت بوركينا فاسو تعداد عام للسكان وفي أثناء التعداد زار سنكارا مخيمات السكان على الحدود مع مالي لكنه أخطأ حيث زار مخيمات الماليون وقد عدّت مالي ذلك خرقاً لسيادتها واندلعت اشتباكات استمرت خمسة أيام بين الماليون وجيش سنكارا قتل فيها 100 شخص أغلبهم من المدنيين الذين كانوا ضحية قنبلة ألقتها طائرة ميج مالية، وتوقّف إطلاق النار لاحقا توصل الطرفان إلى هدنة وتسمى هذة الحرب في بوركينا فاسو (بحرب عيد الميلاد)

## مواقف شخصية

شعار بوركينا فاسو أثناء حكم سنكارا الشيوعي وقد كتب عليه باللغة الفرنسية "La Patrie ou la Mort" (الوطن أو الموت) وهي مقولة تشي غيفارا التي قالها في منظمة الأمم المتحدة

- خفّض رواتب الوزراء وباع أسطول السيارات المستوردة في الموكب الرئاسي، مستعيضا عنها بأرخص أنواع السيارات في بوركينا فاسو وهي الـ (رينو 5)
- رفض استخدام وحدات تكييف الهواء في مكتبه، قائلا بأنه يشعر بالذنب وهو يفعل ذلك لأن القليل جدا من شعبه يستطيع أن يملك ذلك
- رفض أن تعلق صوره في المكاتب والمؤسسات الحكومية، لأن كل بوركيني هو توماس سنكارا حسب قوله
- رفض كل الامتيازات الحكومية وجعل راتبة 450 دولار فقط وبذلك يعد أفقر رئيس في العالم آنذاك
- شجّع على الاعتماد على الذات وحظر استيردا الغذاء معتمداً على الإنتاج الحالي حيث قال :إن من يطعمنا يتحكم فينا(يقصد دول الغرب)
- مجمل ممتلكاته الشخصية هي : دراجة هوائية وسيارة قديمة مع ثلاجة معطلة وثلاثة غيتارات
- قام بإلغاء الضرائب من عامة الناس وجعلها حكراً على الوزراء ومسؤولي الدولة.
- كان قد كتب النشيد الوطني بنفسه وقام بتصميم علم البلاد الذي كتب عليه باللغة الفرنسية "La Patrie ou la Mort" (الوطن أو الموت) وهي مقولة تشي غيفارا التي قالها في منظمة الأمم المتحدة[17]

## جيفارا افريقيا
| توماس سانكارا | تشي غيفارا علّمنا على أن نثق بأنفسنا أن نثق بقدراتنا لقد غرس فينا الاقتناع بأن النضال هو سبيلنا الوحيد لقد كان مواطناً في العالم الحر والذي نحن بصدد بناءه لهذا السبب فإن غيفارا أفريقي وبوركيني. _ توماس سنكارا | توماس سانكارا |

غالباً ما يُسمى سنكارا بتشي جيفارا إفريقيا، حيث أن كلامهما يتشابهان بارتداء الزي العسكري والقبّعة ذات النجمة الحمراء وكلاهما زهيدان بالعيش يكسبان أدنى راتب لمجرد وصولهما للسلطة وكلاهما حليفان لكاسترو وكلاهما قام بإنشاء محاكم ثورية ضد الفاسدين فضلاً عن كونهما يمتلكان شخصية كاريزمية ويشتركان بحب الضعفاء وكلاهما مات في سن الـ 39، وكان سنكارا قد ألقى خطاباً في ذكرى رحيل جيفارا عام 1987 قبل مقتله بأسبوع.

## مقتله

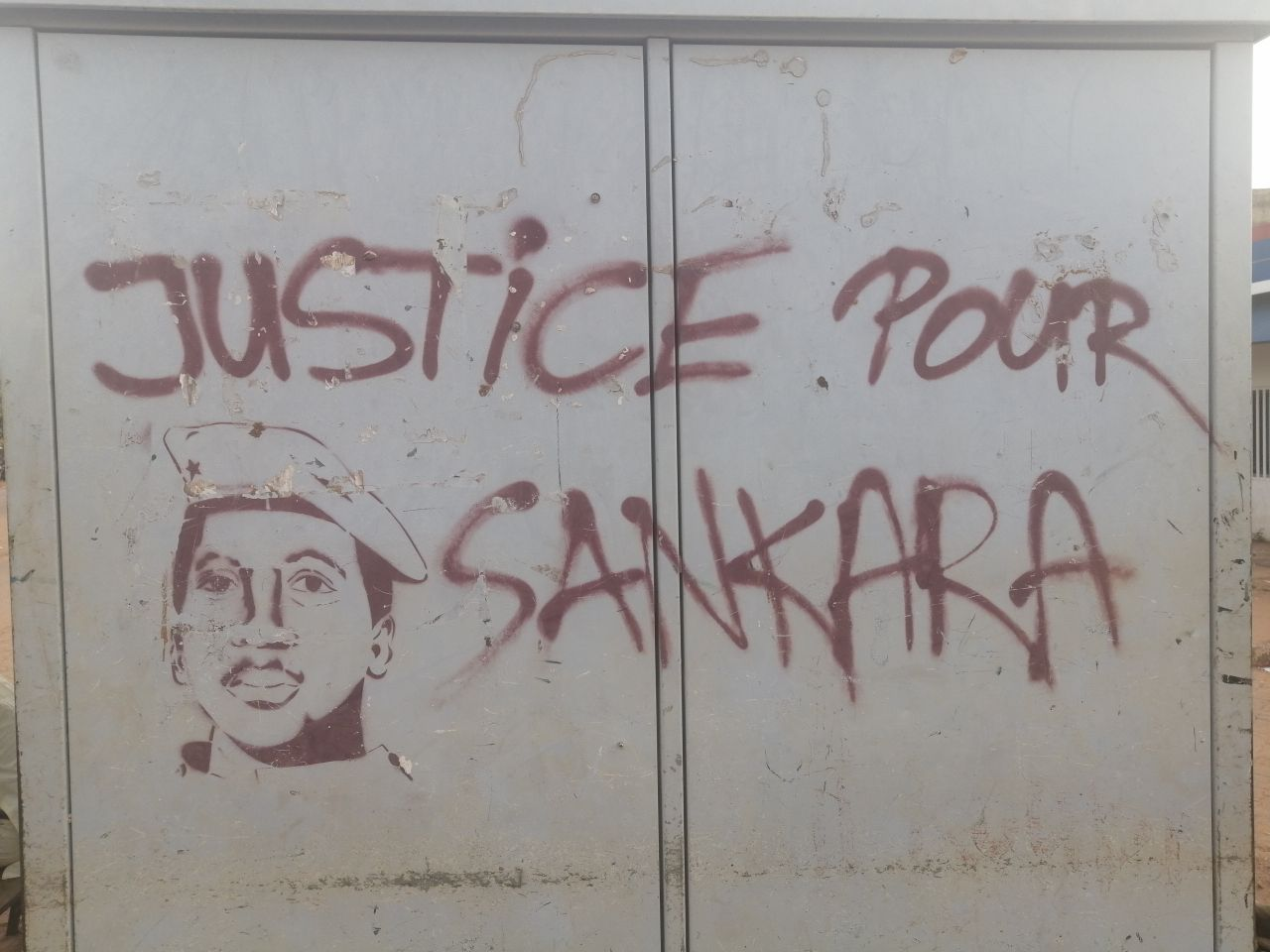
كتابة على الجدران تطالب بالعدالة لتوماس سَنكارا

تم اغتيال سَنكارا من قبل مجموعة مسلحة مكوّنة من 12 انقلابياً حيث أعدموه رمياً بالرصاص عندما كان ذاهباً إلى أحد الاجتماعات وقد اختطفوا جثته وقطعوها إلى أشلاء ثم دفنوها في إحدى المقابر، كانت تلك المجموعة قد أعدمت سَنكارا بأوامر من القائد الانقلابي الموالي لفرنسا بليز كومباوري الذي اتفق مع المخابرات الفرنسية والزعماء الأفارقة على ضرورة التخلص من سَنكارا خوفاً من انتشار أفكاره الثورية الماركسية اللينينية إلى بقية إفريقيا وقبل مقتل سَنكارا كان أصدقائه يحذّرونه من كومباوري لكنه لم يقتنع وكان يقول (الأصدقاء لا يخونون) وكان قد تنبّأ بموته عندما كان يناقش أحد أصدقائه حيث قال (مات جيفارا وهو في سن الـ39 وأنا سأموت قبل أن أتعدى الـ39 أيضاً)، وعموماً حاول كومباوري التخلص من كل شيء متعلق بالرئيس الراحل سَنكارا فقام بتدمير الآثار المتعلقة بحكمه وأساء لسمعته ووضع عائلته تحت الإقامة الجبرية أما من ناحية حكمه فقد تقرب من فرنسا ودول الغرب وأعاد المسؤولين الفاسدين إلى الحكم وقام بتشريع الضرائب من جديد، وفي عام 2014 حدثت انتفاضة ضد بليز كومباوري هرب على إثرها إلى بلد إقامته الجديد كوت ديفوار حيث حصل كومباوري على جنسيتها لتحل محل جنسيته السابقة.

## الإرث
ربما كان توماس سنكارا أكثر رئيس إفريقي ظل باقيا في الذاكرة الحياتية من أي رئيس إفريقي آخر وبعد وفاته أصبح توماس سَنكارا رمزاً للمقاومة والخطيب الذي يستحوذ على مخيله الشباب الإفريقي وكبطل للثورة وقائد المناوئين للإستعمار الغربي ورمزاً للفقراء والذي استطاع أن يحوّل بلاده في غضون أربعة أعوام من بلد فقير يعتمد على المساعدات إلى بلد مستقل اقتصاديا ومتقدم اجتماعيا، فكان ينظر إليه على أنه الأمل الوحيد لافريقيا للخروج من الهاوية وأفضل حاكم في تاريخ إفريقيا.

## روابط خارجية
- توماس سانكارا على موقع IMDb (الإنجليزية)
- توماس سانكارا على موقع الموسوعة البريطانية (الإنجليزية)
- توماس سانكارا على موقع مونزينجر (الألمانية)
- توماس سانكارا على موقع ميوزك برينز (الإنجليزية)
- توماس سانكارا على موقع ديسكوغز (الإنجليزية)
- توماس سانكارا على موقع قاعدة بيانات الفيلم (الإنجليزية)